# Liste des comtes de Mâcon
Liste des comtes du comté de Mâcon rattaché à la ville de Mâcon en Saône-et-Loire (Mâconnais) dans la partie sud-est de la Bourgogne au Moyen Âge.
On constate plusieurs chevauchements de dates probablement effet des luttes de pouvoirs au cours de l'effondrement de l'empire Carolingien.

## Comtes carolingiens
- ?- 871 : Eudes Ier, fils d'Arduin Ier et de Guérimbourg, comte de Varais (859-871), comte de Mâcon et comte de Dijon (863-871), comte d'Autun (867-871)[1]
- 873-876 : Ecchard de Mâcon († 876), (famille carolingienne des Nibelungides).
- 877-887 : Boson de Provence († 887), (famille des comtes de Provence, bosonide).
- 884-886 : Bernard Plantevelue († 886), (famille des comtes d'Auvergne)
- 886-918 : Guillaume Ier d'Aquitaine dit le Pieux († 918), fils du précédent, comte d'Auvergne et duc d'Aquitaine.
- 918-926 : Guillaume II d'Aquitaine († 926), neveu du précédent, comte d'Auvergne et duc d'Aquitaine.
- 926-928 : Acfred d'Aquitaine († 928), frère du précédent, comte d'Auvergne et duc d'Aquitaine.

## Vicomtes de Mâcon
Les comtes d'Auvergne installèrent des vicomtes à Mâcon, centre de pouvoir des ducs d'Aquitaine; à la mort d'Acfred en 926, les luttes pour le contrôle de l'Aquitaine firent que les vicomtes prirent le titre comtal.
- 884-??? : Liétald, vicomte de Mâcon.
- ??-915 : Ranoux ou Raculfe ou Racon, vicomte de Mâcon, probablement proche parent du précédent.

## Comtes de Mâcon
- 915-943 : Aubry Ier de Mâcon († 943), vicomte de Narbonne, s'intitule premier comte de Mâcon en 932, marié à Atallana, fille de Raculfe.
- 943-966 : Liétald II de Mâcon († 966), fils des précédents, marié à Ermengarde, sœur de Gilbert de Chalon, comte principal de Bourgogne, puis à Berthe, et enfin à Richilde.
- 966-982 : Aubry II de Mâcon († 982), fils du précédent, marié à Ermentrude, fille de Renaud de Roucy.

- 982-1002 : Otte-Guillaume de Bourgogne (958 † 1026) comte de Bourgogne, fils d'Aubert Ier d'Italie et de Gerberge (en), marié à Ermentrude ci-dessus.
- 1002-1004 : Guy Ier de Mâcon († 1004), comte de Mâcon, fils du précédent.
- 1004-1049 : Otton II de Mâcon († 1049), comte de Mâcon, fils du précédent. Il épouse Elisabeth de Vergy.
- 1049-1065 : Geoffroy de Mâcon († 1065), comte de Mâcon, fils du précédent ; Il épouse Béatrice.
- 1065-1078 : Guy II de Mâcon († 1109), comte de Mâcon, fils du précédent. En 1078, il se fait moine à l'Abbaye de Cluny et cède Mâcon à son cousin Guillaume Ier de Bourgogne.
- 1078-1085 : Guillaume Ier de Bourgogne († 1087), comte de Bourgogne et de Mâcon, cousin du précédent, fils de Renaud Ier de Bourgogne et d'Aélis de Normandie, petit-fils d'Otte-Guillaume

| 1085-1097 : Renaud II de Bourgogne († 1097), comte de Mâcon et de Bourgogne, fils aîné du précédent. 1097-1125 : Guillaume II de Bourgogne (v. 1075-1125), dit l'Allemand, comte (de fait) de Bourgogne (1097-1125), comte de Mâcon (1097), fils du précédent. 1125-1127 : Guillaume III de Bourgogne dit l'Enfant (décédé en 1127 avant d'avoir régné), fils du précédent | 1085-1102 : Étienne Ier de Bourgogne († 1102), comte de Mâcon et de Vienne, second fils de Guillaume Ier, marié à Béatrice de Lorraine 1102-1148 : Renaud III de Bourgogne († 1148), comte de Mâcon et de Bourgogne, fils aîné du précédent, marié à Agathe d'Alsace. 1102-1157 : Guillaume III de Mâcon († 1157), comte de Mâcon, d'Auxonne et de Vienne, second fils d'Étienne Ier, marié à Poncette de Traves (Cton Scey-sur-Saône-et-Saint-Albin, Dpt Haute-Saône) |

- 1157-1184 : Géraud Ier de Mâcon (1142 † 1184), comte de Mâcon et de Vienne, fils de Guillaume III de Mâcon, marié à Maurette de Salins.
- 1184-1224 : Guillaume IV de Mâcon († 1224), comte de Mâcon, d'Auxonne et de Vienne, fils aîné du précédent, marié à Poncia de Beaujeu, puis à Scholastique, fille d'Henri Ier de Champagne.
- 1224-1224 : Géraud II de Mâcon († 1224), comte de Mâcon et de Vienne, fils du précédent et de Scolastique de Champagne, marié à Alix Guigonne, fille de Guigues III de Forez.
- 1224-1239 : Alix de Mâcon († 1260), comtesse de Mâcon et de Vienne, fille du précédent, marié à Jean de Dreux († 1239).

En 1239, à la mort de son mari, la comtesse Alix de Mâcon vend le comté de Vienne et le comté de Mâcon à la Couronne de France.